# سانشیانگ
سانشیانگ (به لاتین: Sanxiang) یک شهرک در جمهوری خلق چین است که در ژونگشان واقع شده‌است.